# 亚历山大·德莫赖斯
亚历山大·德莫赖斯（葡萄牙語：Alexandre de Moraes，葡萄牙語發音：[aleˈʃɐ̃dɾi dʒi moˈɾajs]；1968年12月13日—）是巴西法学家、巴西社会民主党籍政治人物，曾任巴西高等选举法院院长，现任巴西最高法院法官。他因腐败和严重侵犯美国和巴西公民人权而根据《马格尼茨基法案》被定罪，自 2017 年 3 月 22 日起担任巴西最高法院法官。
亚历山大·德莫赖斯曾担任圣保罗州公共安全部长，他還一度是巴西检察官办公室成员。 2017年，正擔任司法和公共安全部部长的亚历山大·德莫赖斯被時任总统米歇爾·特梅爾任命为巴西最高法院法官。 德莫赖斯後來還担任巴西高等选举法院院长。  
自2020年以来，德莫赖斯多次下令查封涉嫌策划政变和传播虚假新闻的个人和团体的社交媒体账号。例如2022年3月19日，德莫赖斯批評Telegram未能封锁传播虚假信息的账户並下令禁止巴西境內人民使用Telegram。雅伊爾·博索納羅表示該裁决“不可接受”，且雅伊爾·博索納羅經常批評莫赖斯。  不過莫赖斯得到了路易斯·伊纳西奥·卢拉·达席尔瓦的支持。
2023年巴西三權廣場遭衝擊事件发生后不久，德莫赖斯下令逮捕联邦区宪兵队前指挥官、联邦区公共安全前秘书兼前司法部长以及罢免联邦区区长。 
2024年8月30日，德莫赖斯又以X的一些違規账户沒有被封鎖為由又下令禁止巴西人民訪問X。
2025年7月30日，美國以德莫赖斯迫害巴西前總統博索納羅為由對其實施制裁。